# Джалаладдин Руми
Мавлана́ Джалаладди́н Муха́ммад Руми́ (перс. جلال‌الدین محمد بلخی‎‎; 30 сентября 1207, Вахш, Государство Хорезмшахов — 17 декабря 1273[…], Конья, Конийский султанат), известный обычно как Руми́ или Мавлана́ — персидский поэт-суфий XIII века, исламский богослов, факих. Иногда его называли также Мавлана Джалаладдин Мухаммад Балхи (перс. محمد بلخى‎), по названию региона Балха, (современная часть Афганистана и Таджикистана), откуда он родом. Влияние Руми выходит за пределы национальных границ и этнических различий: персы, таджики, турки, греки, пуштуны, другие мусульмане Центральной и Южной Азии высоко оценили его духовное наследие за последние семь веков. Его стихи переведены на многие языки мира и перенесены в различные форматы. Руми был описан как «самый популярный поэт» и «самый продаваемый поэт» в США. 
Работы Руми написаны в основном на персидском языке, но иногда при написании стихов он также использовал тюркский, арабский и греческий языки. Его маснави, составленные в Конье, считаются одними из величайших стихов на персидском языке. Его произведения широко читаются сегодня на языке оригинала в Большом Иране и в персоязычном мире. Переводы его работ очень популярны, особенно в Турции, Азербайджане, США и Южной Азии. Его поэзия повлияла не только на персидскую литературу, но и на литературные традиции османского турецкого, чагатайского, урду и пушту.
В XIII в. в г. Конья его сын Султан Валад основал суфийский орден Мевлеви, в обрядах которого используются произведения Руми. Руми — духовный предок дервишей этого самого влиятельного в Османской Турции и существующего и в наше время тариката.

## Имя
Его часто называют просто Руми. Его полное имя Джалал ад-дин Мухаммад Балхи (перс. جلال‌الدین محمد بلخى‎) или Джалал ад-Дин Мухаммад Руми (перс. جلال‌الدین محمد رومی‎). Джалал ад-Дин — арабский лакаб, означающий «Слава Веры». Балхи и Руми являются его нисбами, то есть, соответственно, «из Балха» и «из Рума» («Рум» — это то, что в европейской историографии теперь называет «Византией» или «Византийской Анатолией»). По словам авторитетного биографа Руми Франклина Льюиса из Чикагского университета: «Анатолийский полуостров, который принадлежал Восточной Римской империи, был сравнительно недавно завоеван мусульманами, и даже когда он стал контролироваться турецкими мусульманскими правителями, он всё ещё был известен арабам, персам и туркам как географическая область Рум. Таким образом, существует ряд исторических персонажей, родившихся в Анатолии или связанных с ней, известных как Руми, слово, заимствованное из арабского буквально означающее „римский“, в этом контексте римский относится к подданным Византии или просто к людям, живущим в ней, или к вещам, связанным с Анатолией».
Он широко известен под прозвищем Мауляна/Мовляна (перс. مولانا‎: персидское произношение: [moulɒːnɒ]) в Иране и Мевлана — в Турции. Мауляна (араб. مولانا‎) — это термин арабского происхождения, означающий «наш господин».

## Биография

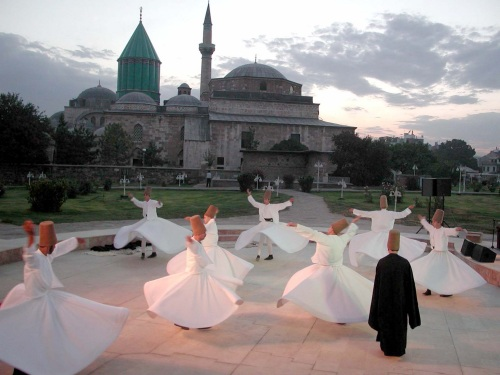
Гробница Руми (Музей Мевляны). Конья, Турция

Джалаладдин Руми родился в городке Вахш (совр. Таджикистан) на северных территориях Балха. бывшем в то время крупным регионом государства Гуридов Хорасан, в семье популярного в народе придворного учёного богослова-юриста и проповедника-суфия — Мухаммада бен Хусейна аль-Хатиби аль-Балхи, известного как Баха ад-Дин Валад (1148—1231).
По отцу Баха ад-Дин Валад (он же Баха Валад, Бахауддин) считался потомком первого халифа Абу Бакра. Источники приводят следующую генеалогию: Абу Бакр — Абд ур-Рахман — Хаммад — Мутаххар — Хусайиб — Мавдуд — Махмуд — Ахмед Хатиби — Хусейн Хатиби — Бахауддин Валад.
Баха ад-Дин Валад был вынужден бежать под угрозой монгольского нападения из родного города и, после долгих скитаний, обосновался в Малой Азии (Рум) при дворе турок-сельджуков в городе Конья. Джалал ад-Дин получил хорошее образование не только богословско-юридическое, но также и в области точных наук, прекрасно знал арабский и греческий языки, Коран и его толкования.

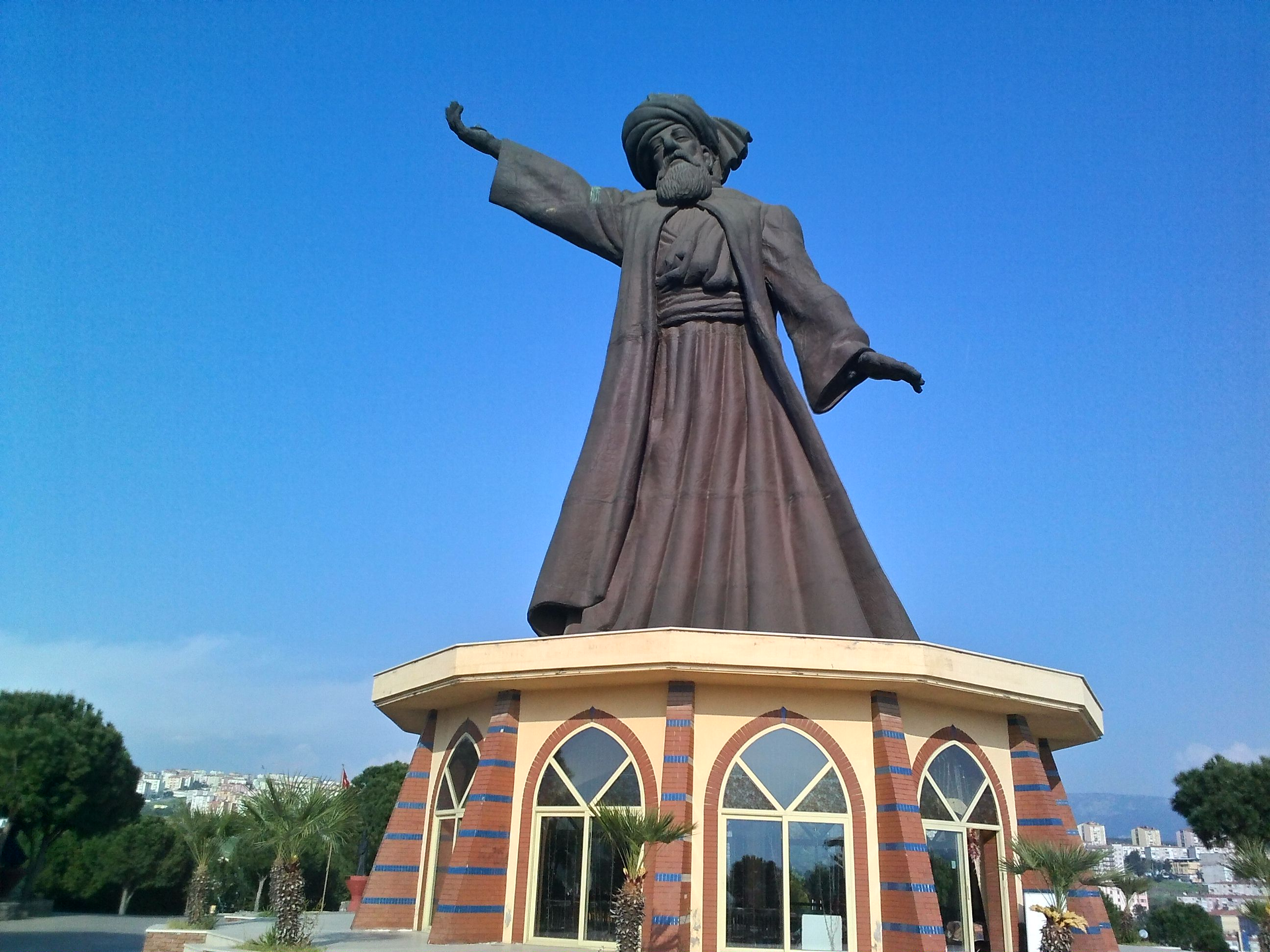
Памятник Джелаладдину Руми в Измире

В 1231 году отец Джалал ад-Дина умер, и Джалал ад-Дин занял его место при дворе. Впечатления скитальческой жизни, социальных неурядиц Ирана, надвигающейся угрозы монгольского нашествия углубили суфийские настроения Джалал ад-Дина и привели его в ноябре 1244 года после знакомства с Шамсуддином Тебризи в лагерь крайних суфиев, которых обвиняли в пантеизме, что вызвало столкновение с клерикальным духовенством и повлекло гибель сына Джалал ад-Дина и друга-учителя Шамса Тебризи. Руми (Мевляна) стал вдохновителем дервишского ордена мевлеви, который уже после его смерти был основан его сыном. Последние годы Джалал ад-Дина были посвящены литературному творчеству и проповеднической деятельности.
Литературная деятельность Руми не многообразна, но очень значительна. Джалал ад-Дин был прежде всего поэтом. Его лирический «Диван», ещё детально не исследованный, содержит касыды, газели и четверостишия — рубаи. Поэт проводит в них идею ценности человека независимо от его земного величия; он протестует против мертвящего формализма религиозной обрядности и схоластики.
Эти идеи, выраженные пламенным языком в своеобразных формах, под покровом религиозного идеализма могли создавать и порой создавали определённо революционное настроение, способное сочетаться (и сочетавшееся) со стихийными выступлениями народных масс. Ряд лирических стихотворений говорит о практических удобствах суфизма, житейского и философского аскетизма.

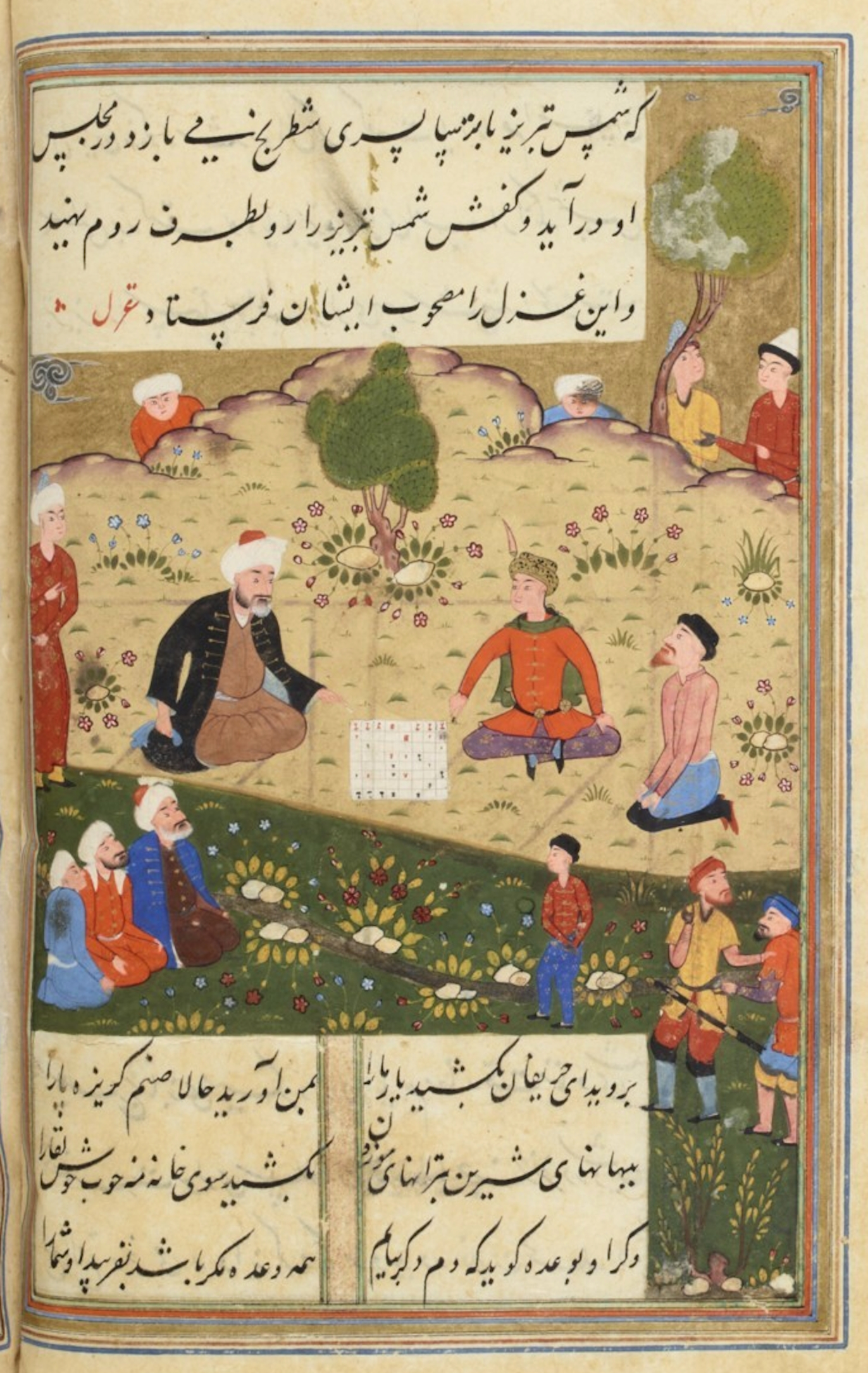
Страница из поэмы Руми

Такое сочетание идеализма и практицизма характеризует и грандиозную эпико-дидактическую поэму (около 50000 стихов) Джалал ад-Дин — «Маснави» (двустишия). Здесь в эпической форме поучительных рассказов, сопровождаемых нравоучениями или прерываемых лирическими отступлениями, проводятся те же идеи, но в более популярной форме. В целом эти рассказы составляют как бы энциклопедию суфизма.
Единства сюжета в «Масневи» нет; всё произведение, однако, проникнуто единым настроением; форма его — рифмующие двустишия, выдержанные в одинаковом ритме. В эпических частях Джалал ад-Дин выступает как художник-реалист, иногда как натуралист (его натурализм способен шокировать европейского читателя, но для Востока он обычен).
«Маснави» Джалал ад-Дин частично продиктовал любимому ученику и преемнику (в качестве главы суфиев) Хасану Хусам ад-Дину, который, вероятно, и побудил своего учителя к творчеству (вернее, к фиксированию устного произведения).

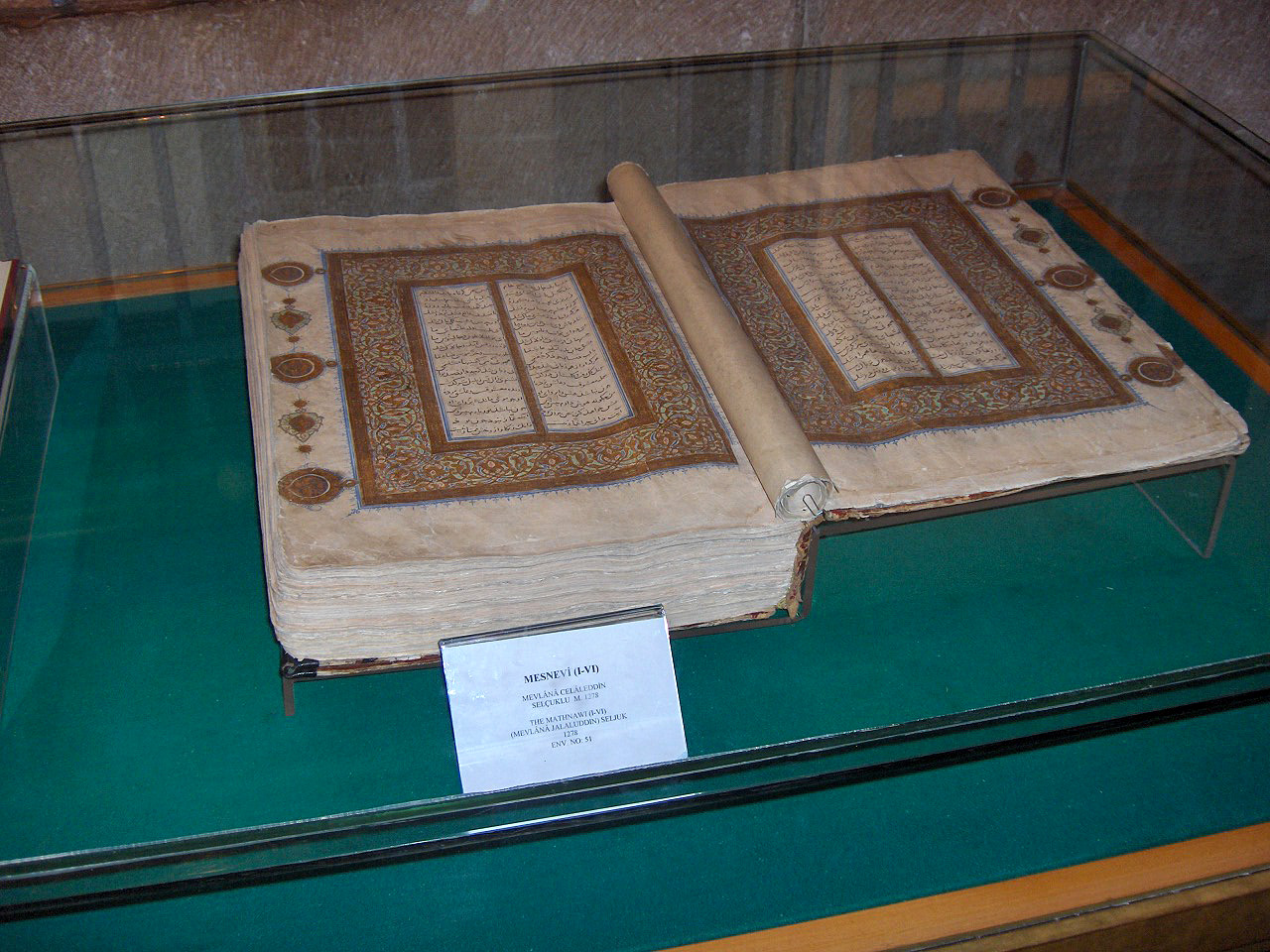
«Месневи»

«Маснави» — одна из наиболее почитаемых и читаемых книг мусульманского мира. И в мировой литературе Джалаладдин может быть назван величайшим поэтом-пантеистом. Известны рукописи его пантеистического трактата «Фихи ма фихи» (В нём то, что в нём) написанного в прозе.
Так как тарикат мевлеви был самым влиятельным среди аристократов Османской Турции, то с осторожностью можно допустить, что в противоположность другому великому поэту XIII века Саади — идеологу городского торгового класса — Джалал ад-Дин был ближе к феодальной аристократии, чем к землевладельческому классу.
Жизнь Руми составляет один из переплетающихся сюжетов в романах Орхана Памука «Чёрная книга» (1990) и Элиф Шафак «40 правил любви».

## Переводы на русский язык
Из Индии недавно приведён,

В сарае тёмном был поставлен слон,

Но тот, кто деньги сторожу платил,

В загон к слону в потёмках заходил.

А в темноте, не видя ничего,

Руками люди шарили его.

Слонов здесь не бывало до сих пор.

И вот пошёл средь любопытных спор.

Один, коснувшись хобота рукой:

«Слон сходен с водосточною трубой!»

Другой, пощупав ухо, молвил: «Врёшь,

На опахало этот зверь похож!»

Потрогал третий ногу у слона,

Сказал: «Он вроде толстого бревна».

Четвёртый, спину гладя: «Спор пустой —

Бревно, труба, он просто схож с тахтой».

Все представляли это существо

По-разному, не видевши его.

Их мненья — несуразны, неверны —

Неведением были рождены.

А были б с ними свечи — при свечах,

И разногласья б не было в речах.
Сборники:
- Руми // Ирано-таджикская поэзия. Библиотека всемирной литературы. Серия первая, том 21. — М.: Издательство «Художественная литература», 1974. — С.127-186
- Руми // Классическая восточная поэзия: Антология / Сост., предисл., введение, глоссарий, коммент. Х. Г. Короглы. — М.: Высш. шк., 1991. — С. 293—319
- Руми в русских переводах. — В кн.: Читтик У. В поисках скрытого смысла. Духовное учение Руми. М.: Научно-издательский центр «Ладомир», 1995. — С. 387–530
- Персидская классика поры расцвета. НФ Пушкинская библиотека: АСТ, Москва, 2005. 843 с. В составе сборника — Руми. Поэма о скрытом смысле. Перевод Наума Гребнева. Неполный текст. ISBN 5-17-024114-3
- Истины: изречения персидских и таджикских народов, их поэтов и мудрецов. Перевод с фарси Наума Гребнева. СПб.: Азбука-Классика, 2005. 256 с. ISBN 5-352-01412-6

Отдельные издания:
- Руми, Джалаладдин. Поэма о скрытом смысле: Избранные притчи. Перевод Наума Гребнева. М.: Главная редакция восточной литературы издательства «Наука» 1986. 272 с.
- Руми. Газели. Притчи. Душанбе, 1988
- Руми Джалаладдин. Дорога превращений: суфийские притчи. пер. Д. В. Щедровицкого. М.: Оклик, 2009. ISBN 978-5-91349-002-5
- Руми, Джалал ад-дин Мухаммад. Маснави-йи Ма’нави («Поэма о скрытом смысле». В шести дафтарах. СПб: Петербургское Востоковедение, 2007–2012 (филологический перевод):
  - Первый дафтар (байты 1-4003). / Пер. с перс. О. Ф. Акимушкина, Ю. А. Иоаннесяна, Б. В. Норика, А. А. Хисматулина, О. М. Ястребовой. Общ. ред. А. А. Хисматулина. СПб, 2007. 448 с. ISBN 978-5-85803-345-5
  - Второй дафтар (байты 1-3810). / Пер. с перс. М.-Н. О. Османова. СПб, 2009.
  - Третий дафтар (байты 1-4810). / Пер. перс. Л. Г. Лахути, Н. И. Пригариной, М. А. Русанова, Н. Ю. Чалисовой. СПб, 2010.
  - Четвёртый дафтар (байты 1-3855). / Пер. с перс., примеч. и указ. О. М. Ястребовой. СПб, 2010.
  - Пятый дафтар (бейты 1-4238) / Пер. с перс. О. М. Ястребовой, 2011. ISBN 978-5-85803-437-7
  - Шестой дафтар (бейты 1—4916) / Пер. с перс. А. А. Хисматулина, О. М. Ястребовой. Под ред. А. А. Хисматулина. СПб, 2012.

## Галерея

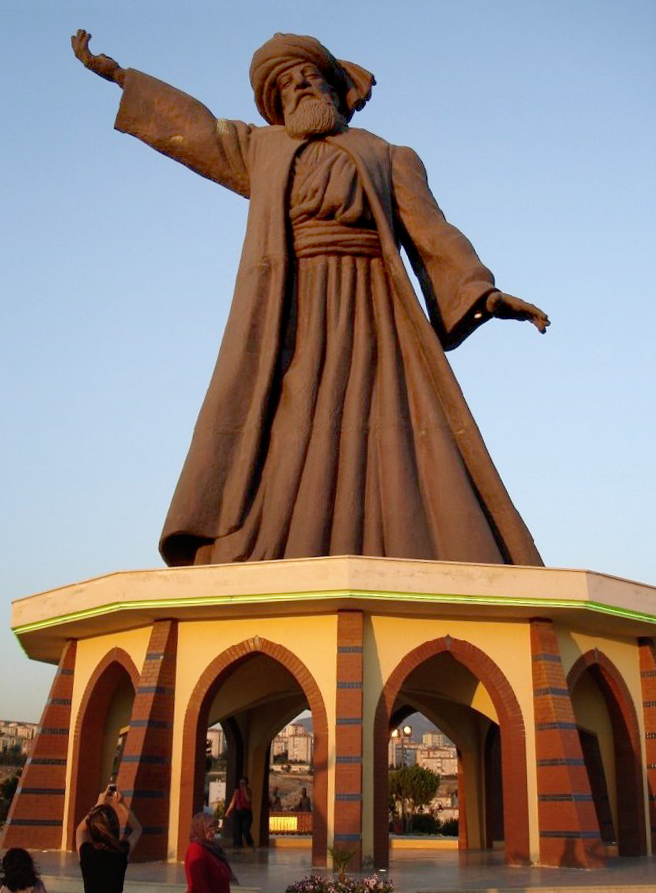
Статуя Руми в Будже[англ.]
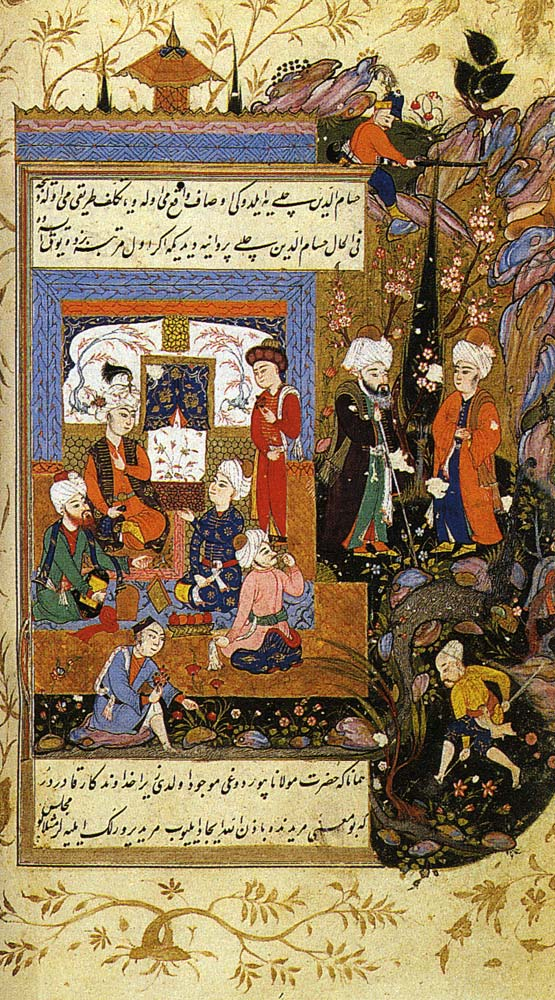
Джалал ад-Дин Руми собирает суфийских мистиков.
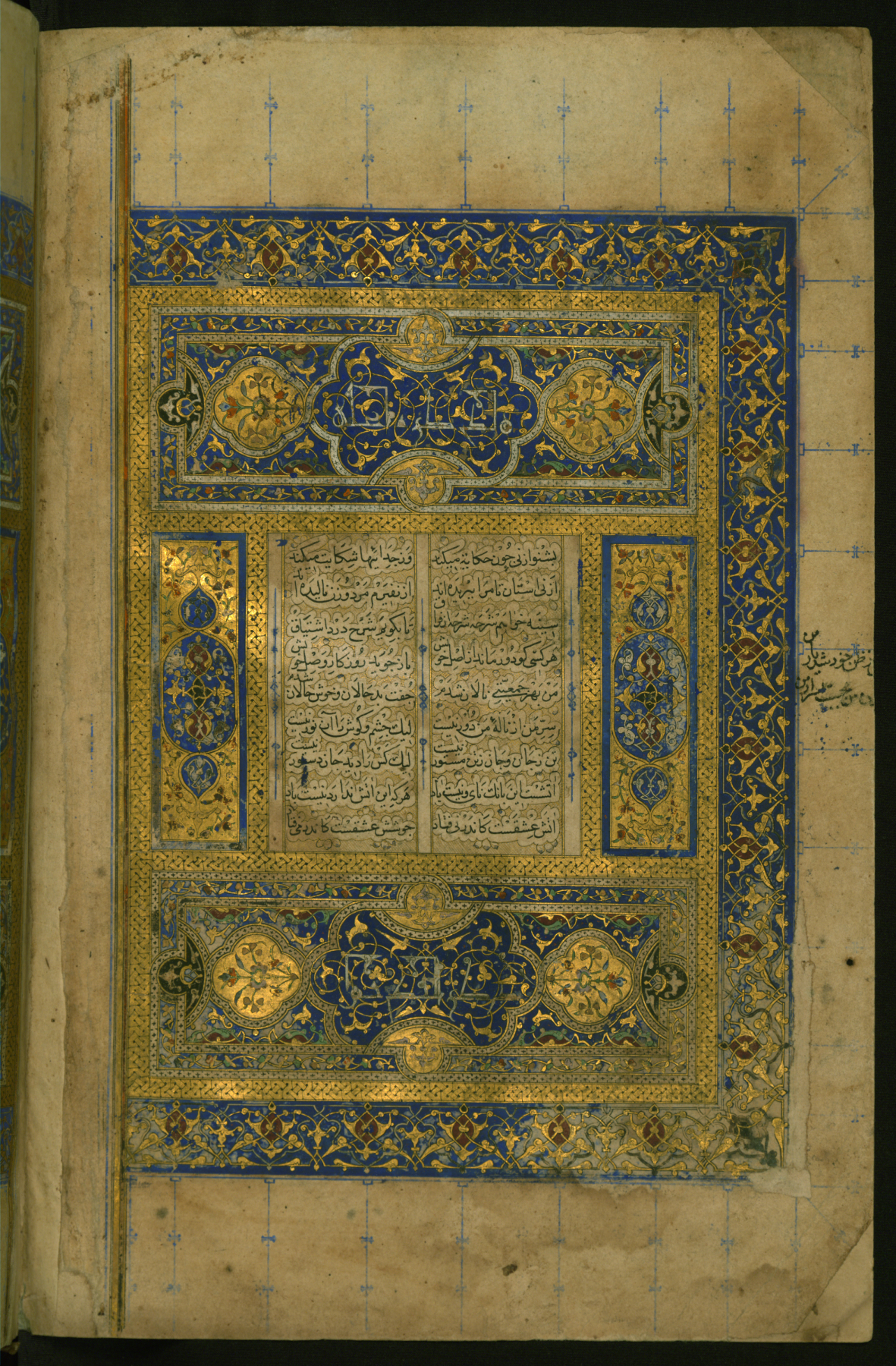
Фронтиспис с подсветкой на две страницы, 1-я книга (дафтар) Сборника стихов (Маснави-и-манави), рукопись 1461 г.
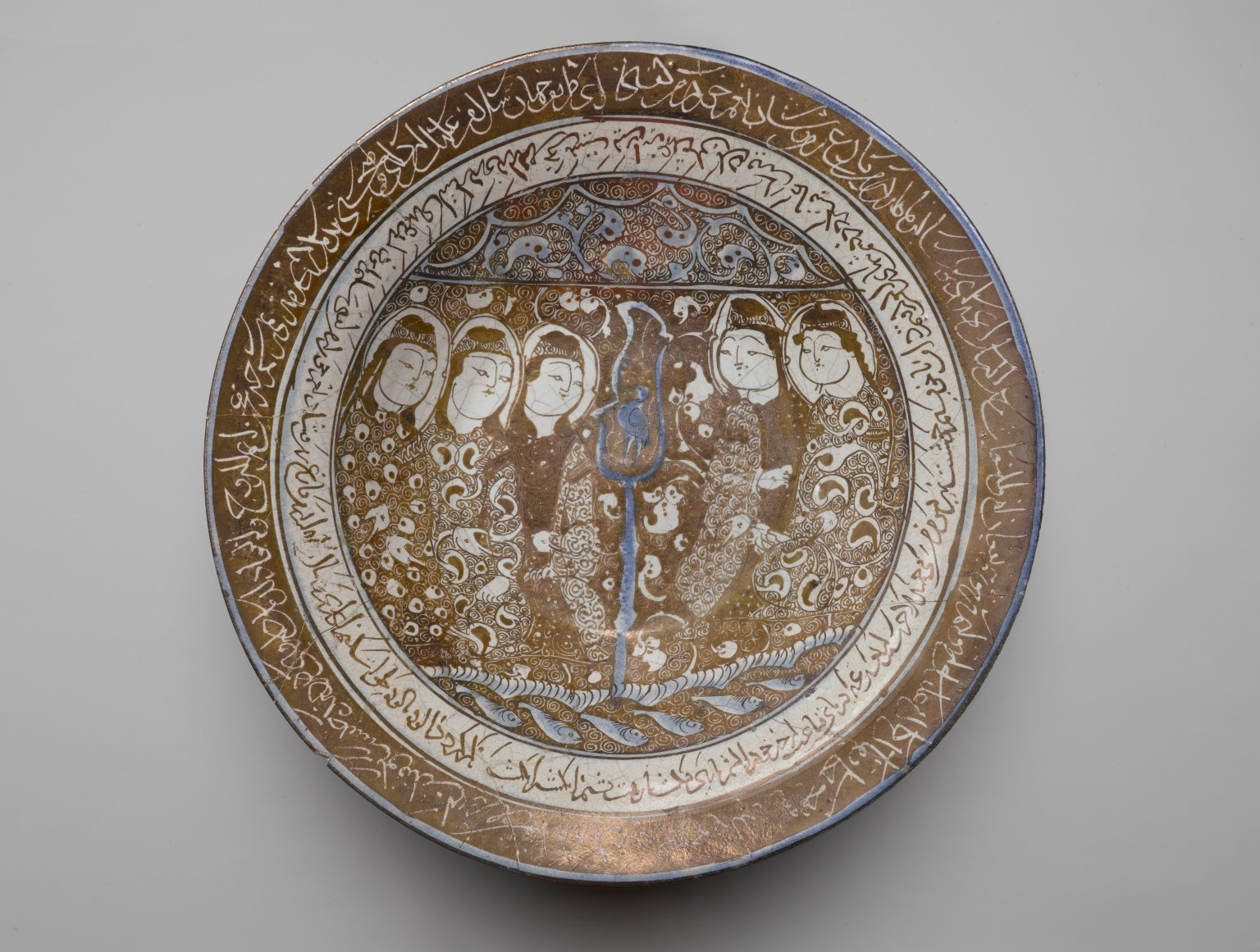
Чаша отражений со стихами Руми, начало XIII века. Бруклинский музей.
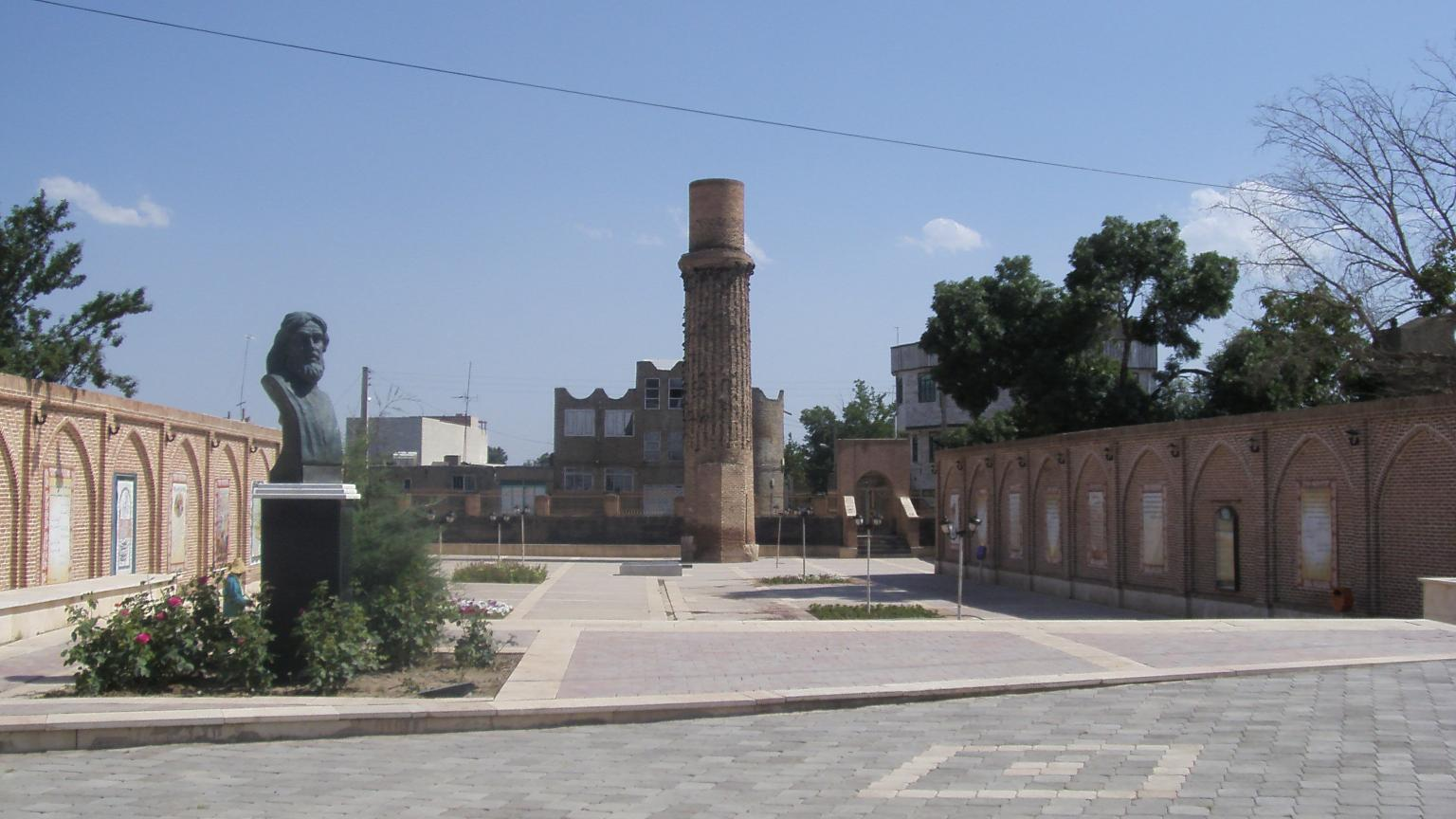
Гробница-святыня Шамса Тебризи, Хой
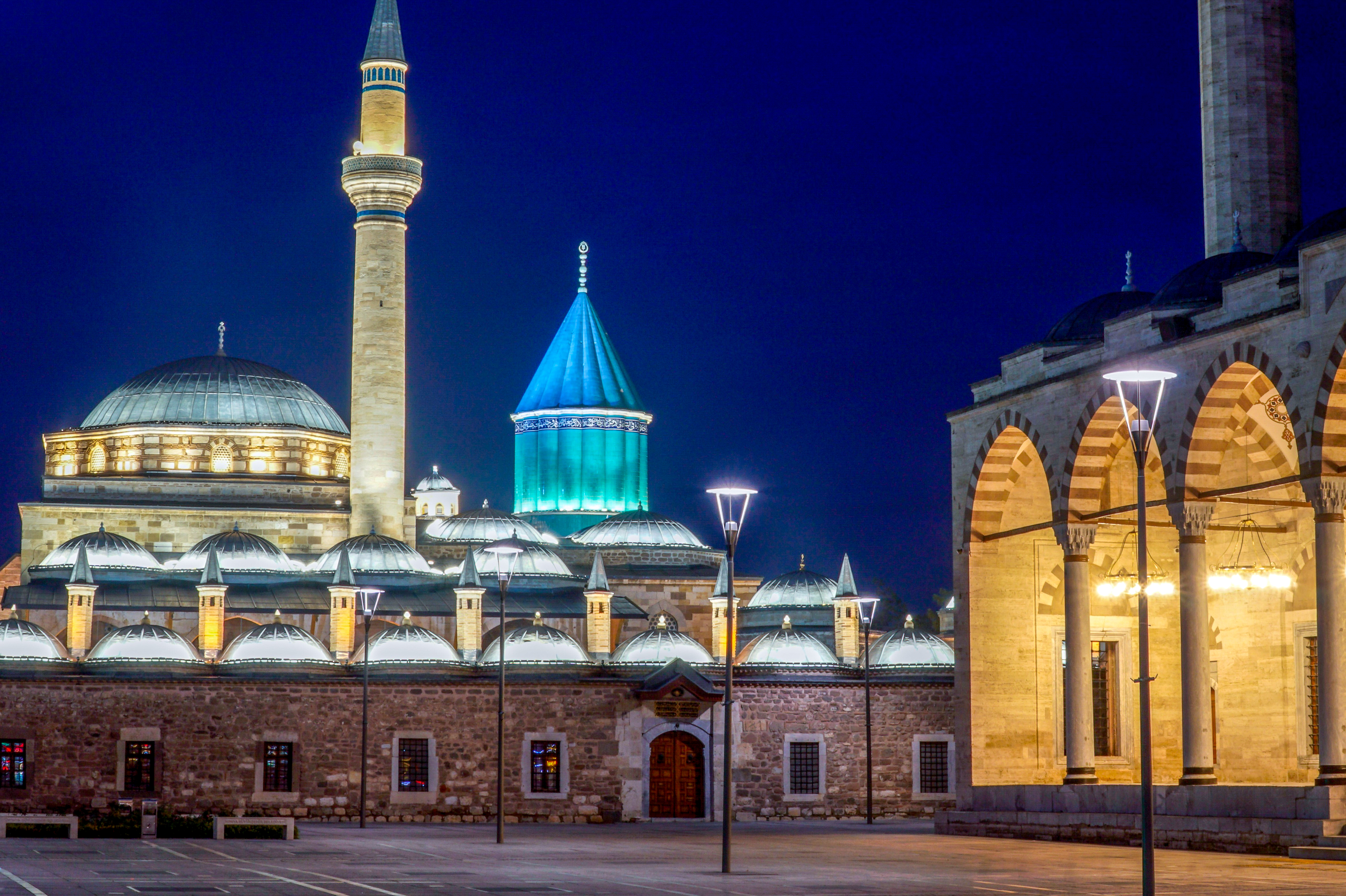
Гробница-святыня Руми, Конья
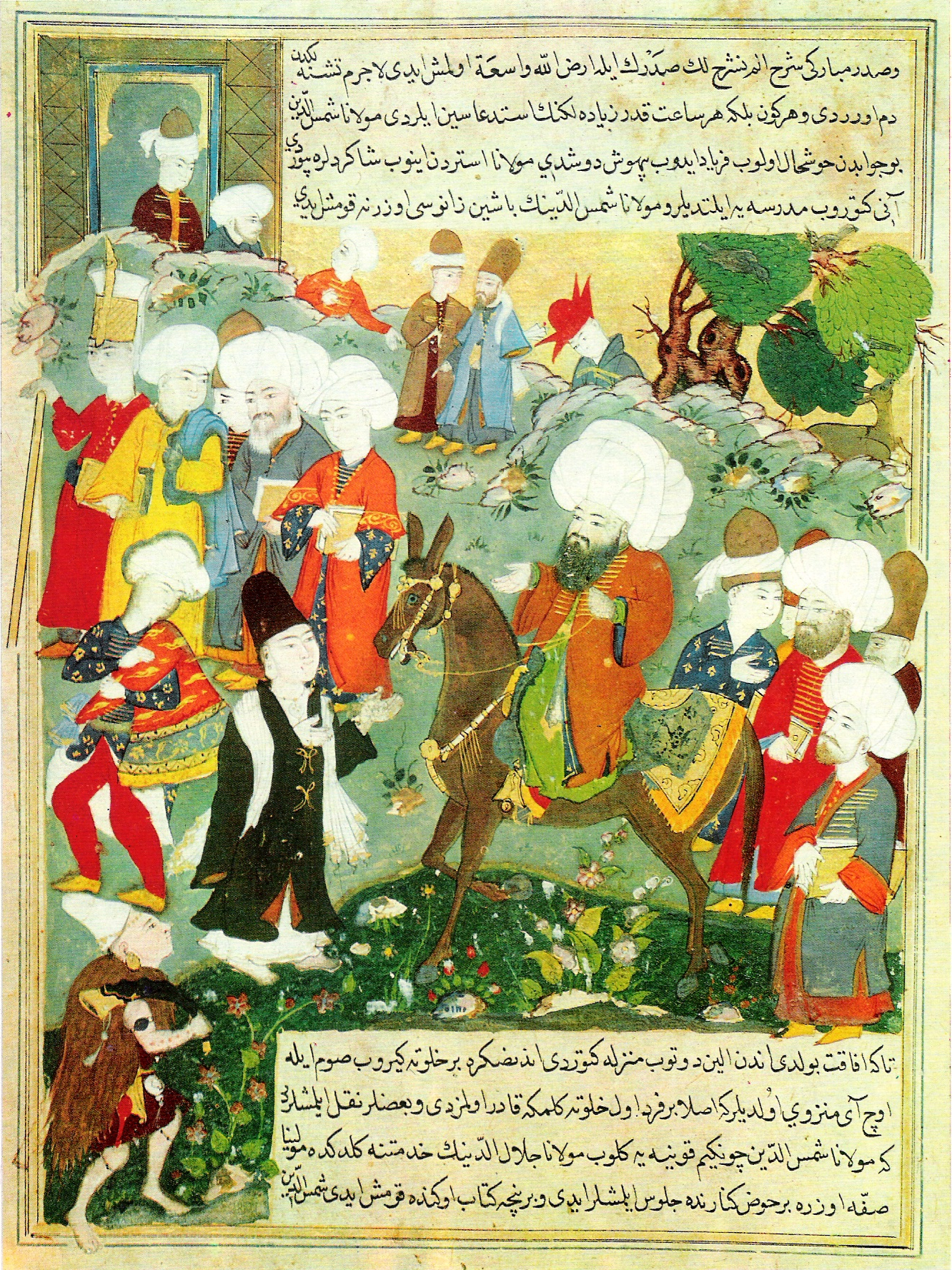
Рукопись османской эпохи с изображением Руми и Шамс-и Тебризи.
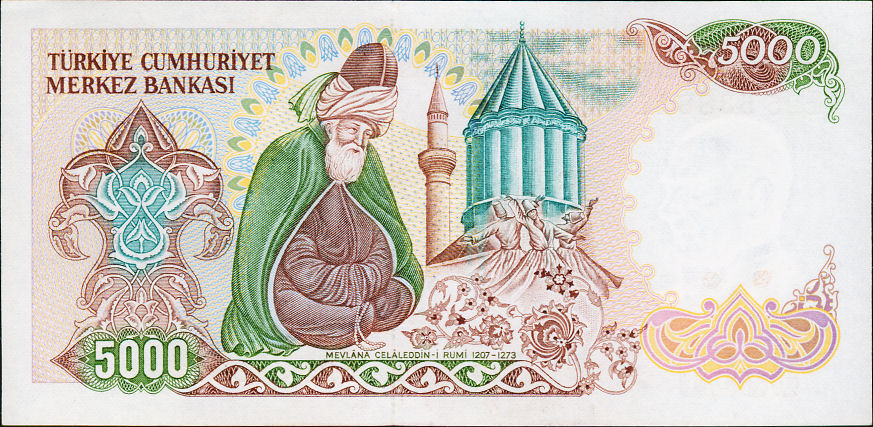
Руми и его мавзолей на обороте 5000 банкноты турецкой лиры 1981–1994 гг.
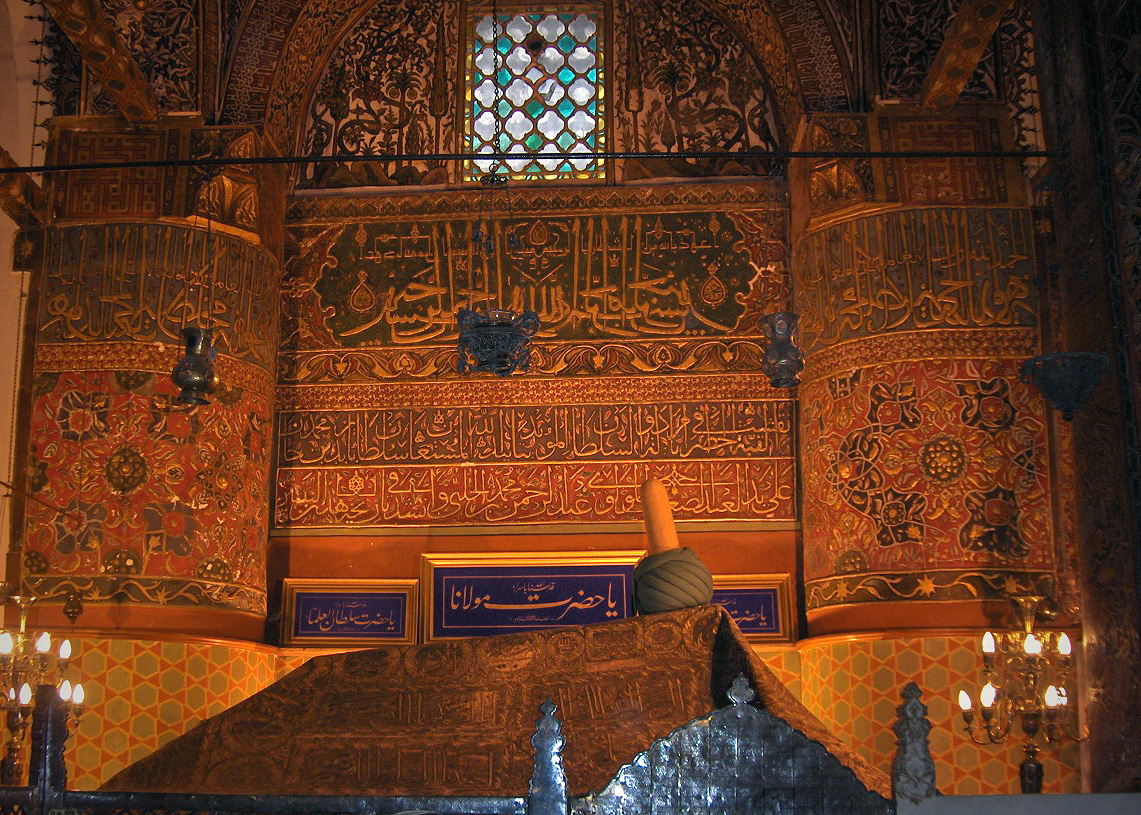
Гробница Руми в Конье, Турция.